# آلاموچی (حوزه سرشماری)، نیوجرسی
آلاموچی (حوزه سرشماری)، نیوجرسی (به انگلیسی: Allamuchy (CDP), New Jersey) یک منطقهٔ مسکونی در ایالات متحده آمریکا است که در نیوجرسی واقع شده‌است.

## خصوصیات
آلاموچی ۰٫۲۱۱ کیلومترمربع مساحت و ۷۸ نفر جمعیت دارد و ۱۷۶ متر بالاتر از سطح دریا واقع شده‌است.